# Essential Mixes (Kylie Minogue)
Essential Mixes je remix album australske pop pjevačice Kylie Minogue. Objavljen je 20. rujna 2010. godineu izdanju diskografske kuće Sony CMG. Sadrži remikseve pjesama s Minogueinih studijskih albuma Kylie Minogue i Impossible Princess.

## Popis pjesama
| 1.    | »Confide In Me« (Phillip Damien Mix)                            | 6:26  |
| 2.    | »Put Yourself in My Place« (Driza-Bone Mix)                     | 4:49  |
| 3.    | »Where Is the Feeling?« (Felix Da Housekat Klubb Feelin Mix)    | 10:49 |
| 4.    | »Did It Again« (Trouser Enthusiasts' Goddess Of Contortion Mix) | 10:22 |
| 5.    | »Some Kind of Bliss« (Quivver Mix)                              | 8:39  |
| 6.    | »Breathe« (Sash! Club Mix)                                      | 5:22  |
| 7.    | »Too Far« (Brothers In Rhythm Mix)                              | 10:22 |
| 8.    | »Confide In Me« (Justin Warfield Mix)                           | 5:26  |
| 9.    | »Breathe« (TNT's Club Mix)                                      | 6:44  |
| 67:07 |                                                                 |       |